# Argentat-sur-Dordogne
Argentat-sur-Dordogne község Franciaország Új-Aquitania régiójában, Corrèze megyében. Új községként 2017. január 1-jén jött létre Argentat és Saint-Bazile-de-la-Roche korábbi község egyesítésével. Az egyesüléskor az új község lélekszáma 3336 fő lett. Lakosainak száma 2857 fő (2022. január 1.).

## Népesség
| Lakosok száma | 3084 | 3016 | 2956 | 2896 | 2887 | 2869 | 2857 |
|               | 2015 | 2017 | 2018 | 2019 | 2020 | 2021 | 2022 |